# 三吉広高
三吉 広高（みよし ひろたか）は、安土桃山時代から江戸時代前期にかけての武将。備後国三次郡三吉郷の比叡尾山城を本拠とする国人・三吉氏の当主。三吉隆亮の長男。通称は新兵衛尉。

## 生涯
備後国三次郡三吉郷の比叡尾山城を本拠とする国人である三吉隆亮に長男として生まれる。
元亀4年（1573年）4月10日、父・隆亮と共に、毛利元就・隆元父子の代以来の毛利氏と三吉氏の盟約を確認する起請文を毛利輝元と交換した。このことから、三吉氏はこの時期においてもなお自立的性格を有していたことが分かる。
天正14年（1586年）から天正15年（1587年）にかけて行われた豊臣秀吉の九州平定において、嫡男の三吉元高と共に九州に出陣した。
天正16年（1588年）5月16日に父・隆亮が死去し、その後を継いだ。同年閏5月28日に広高は城福寺某を使者として高野山金剛峯寺の塔頭寺院である小坂坊に書状を2通送って、前年は九州に出陣していたため書状に返事が出来なかったことを詫びて銀子1包を送ると共に、父・隆亮の死去を報じて、内々にお頼みしているので御入魂に預かれれば本望であると伝えている。
天正18年（1590年）10月16日、嫡男の三吉元高と共に吉川広家と兄弟の契約を結ぶ起請文を作成し提出し、同日に三吉氏家臣の祝亮俊を使者として吉川氏家臣の今田経高に太刀一腰、河原毛の馬一疋、樽肴を贈り、元高は太刀一腰、馬一疋を贈っている。今田経高は今田春佳を使者として吉川広家からの起請文を送ると共に、広高に太刀一腰、栗毛の馬一疋、二大の樽三折、元高に金の太刀一腰、馬、大樽二荷二折を贈っており、10月26日に広高と元高はそれぞれ返礼の書状を今田経高に送っている。また、今田春佳も祝亮俊に対して太刀一腰と銅銭200疋を贈っており、祝亮俊は10月26日に返礼の書状を送っている。
天正19年（1591年)、後見人である叔父の粟屋隆信を謀殺。同年、居城を比叡尾山城から比熊山城に移した。
慶長5年（1600年）の関ヶ原の戦いにより毛利氏が周防国と長門国の2ヶ国に減封となると、毛利氏家臣団の所領も減らされることとなった。所領の減少は元々の石高の5分の1にすることを基本としているが、一律5分の1にすることは困難であり、元々は10939石であった三吉氏は10分の1以下に減らされた。この時の石高の減少に不満を持った毛利氏家臣が何人も出奔しており、三吉氏では広高の子の新兵衛を残して、広高や元高らは毛利氏を離れることとなった。
毛利氏を離れて牢人となった広高は京都に上り、南禅寺の和尚である平田荺の徳を慕って出家し、「荺斎」と号した。その後、広島藩主・浅野長晟に迎えられて広島に住み、200石を領した。なお、元高は姫路藩主となった池田輝政に仕官して、関ヶ原の戦い以前の石高を上回る12000石を与えられている。
寛永11年（1634年）10月18日に死去。広高の墓は、広島県三次市三次町にある三吉氏の菩提寺で、南禅寺の平田荺が開山となった松雲山西江寺の境内に現存している。